# 滇西忍冬
滇西忍冬（学名：Lonicera buchananii）为忍冬科忍冬属的植物。分布在缅甸北部以及中国大陆的云南等地，生长于海拔200米的地区，多生在山地，目前尚未由人工引种栽培。